# Parasclerocheilus branchiatus
Parasclerocheilus branchiatus är en ringmaskart som beskrevs av Fauvel 1928. Parasclerocheilus branchiatus ingår i släktet Parasclerocheilus och familjen Scalibregmatidae. Inga underarter finns listade i Catalogue of Life.